# Citopenia
La citopenia è la riduzione del numero di un determinato gruppo di cellule del sangue, che può prendere varie forme:
- anemia, basso numero di globuli rossi;
- leucopenia, riduzione dei globuli bianchi detta anche neutropenia, poiché i neutrofili, che costituiscono almeno la metà dei globuli bianchi, sono quasi sempre coinvolti nelle leucopenie;
- trombocitopenia, riduzione delle piastrine;
- granulocitopenia, riduzione del numero di granulociti;
- pancitopenia, riduzione di globuli rossi, bianchi e piastrine.